# Henny Sattler
Juliane Henriette Sattler, genannt Henny Sattler (* 11. August 1829 in Bremen; † 9. Februar 1913 ebenda), war eine deutsche Frauenrechtlerin und Pionierin der Sozialen Arbeit.

## Biografie
Henriette „Henny“ Sattler war die Tochter des Kaufmanns und königlich bayrischen Konsuls in Bremen Siegmund Sattler (1788–1863) und seiner Ehefrau Amalia geborene Beste (1801–?). Sie und ihre sieben Geschwister stammten aus einer wohlhabenden Familie. Sie bildete sich, machte größere Reisen und bereitete sich durch ein Studium auf den Beruf einer Sprachlehrerin vor. Ein Bruder war der Lehrer Dr. Wilhelm Sattler (1827–1908), dessen Tochter Meta Sattler (1867–1958) Bedeutung in der Sozialhilfe in Bremen hatte.
Durch ihre Freundinnen Ottilie Hoffmann und Marie Mindermann war sie mit der Bremer Frauenbewegung verbunden. Diese drei Frauen und andere gründeten 1867 den Verein zur Erweiterung des weiblichen Arbeitsgebietes, der in den folgenden Jahren Frauenerwerbsverein genannt wurde und schnell 500 Mitglieder hatte. Der Verein trat für das Frauenwahlrecht ein. Ein Jahr nach seiner Gründung hatte der Verein eine Nachweisanstalt für weibliche Arbeit und eine Näh- und eine Fortbildungsschule. 1895 erfolgte die Umbenennung des Vereins in Frauen-Erwerbs- und Ausbildungsverein (FEAV) und der Verein fusionierte mit ähnlichen Gruppen.
1869 warb die Berliner Frauenkonferenz für die Einrichtung von Ausbildungsmöglichkeiten für weltliche Schwestern. Sattler realisierte diese Idee in Bremen in dem 1876 gegründeten Vereinskrankenhaus vom Roten Kreuz. Sie ließ sich selbst zur Schwester ausbilden. Als Oberin gab sie ihr Wissen weiter und wirkte beim Aufbau ähnlicher Krankenhäuser in Magdeburg und Schönbeck mit. 1877 wurde ihr das preußische Verdienstkreuz für Frauen und Jungfrauen verliehen.
1889 wurde ein Wöchnerinnenasyl gegründet. Nachdem sich keine Frau aus bürgerlichen Kreisen als Hebamme zur Verfügung stellte, erwarb Henny Sattler die Qualifikation als Hebamme. Sie war jahrelang Leiterin des Asyls.
1897 gab sie die entscheidenden Impulse bei der Gründung einer Auskunftsstelle für Wohltätigkeit in Bremen. Sie war eine der bedeutenden Frauen in der Bremer Frauenbewegung. Bei der Trauerfeier anlässlich ihrer Beerdigung führte Pastor Friedrich Steudel, Mitglied des Monistenbundes, 1913 aus: „Sie suchte alle besonders noch im weiblichen Geschlecht brachliegenden Kräfte zusammenzuschließen und hatte so früh schon den Gedanken erfaßt, der nun die Ethik unseres Zeitalters beherrscht...Als eine Führerin in der Frauenbewegung und der sozialen Vereinstätigkeit hat sie bahnbrechend gewirkt“.